# Patrick Lefevere
Patrick Lefevere (Moorslede, 6 de gener de 1955) va ser un ciclista i actual director esportiu belga. Com a corredor fou professional entre 1976 i 1978. El seu màxim triomf fou una victòria a la Volta a Espanya de 1978.
Un cop retirat es va dedicar a la direcció de diferents equips ciclistes. Actualment és el màxim dirigent de l'Etixx-Quick Step. Sota les seves ordres han passat diferents corredors com Johan Museeuw, Tom Boonen, Michele Bartoli, Richard Virenque o Paolo Bettini.

## Palmarès
- 1974
  - Vencedor d'una etapa del Tour de l'Hainaut Occidental
- 1975
  - Vencedor d'una etapa de l'Olympia's Tour
- 1976
  - Vencedor d'una etapa a la Volta a Llevant
- 1977
  - 1r a la Gullegem Koerse
- 1978
  - 1r a la Kuurne-Brussel·les-Kuurne
  - Vencedor d'una etapa de la Volta a Espanya

### Resultats a la Volta a Espanya
- 1978. 53è de la classificació general. Vencedor d'una etapa